# SV Transvaal
Sport Vereinigung Transvaal ist ein surinamischer Fußballverein aus Paramaribo, der in der 2024 gegründeten Suriname Major League spielt.

## Geschichte

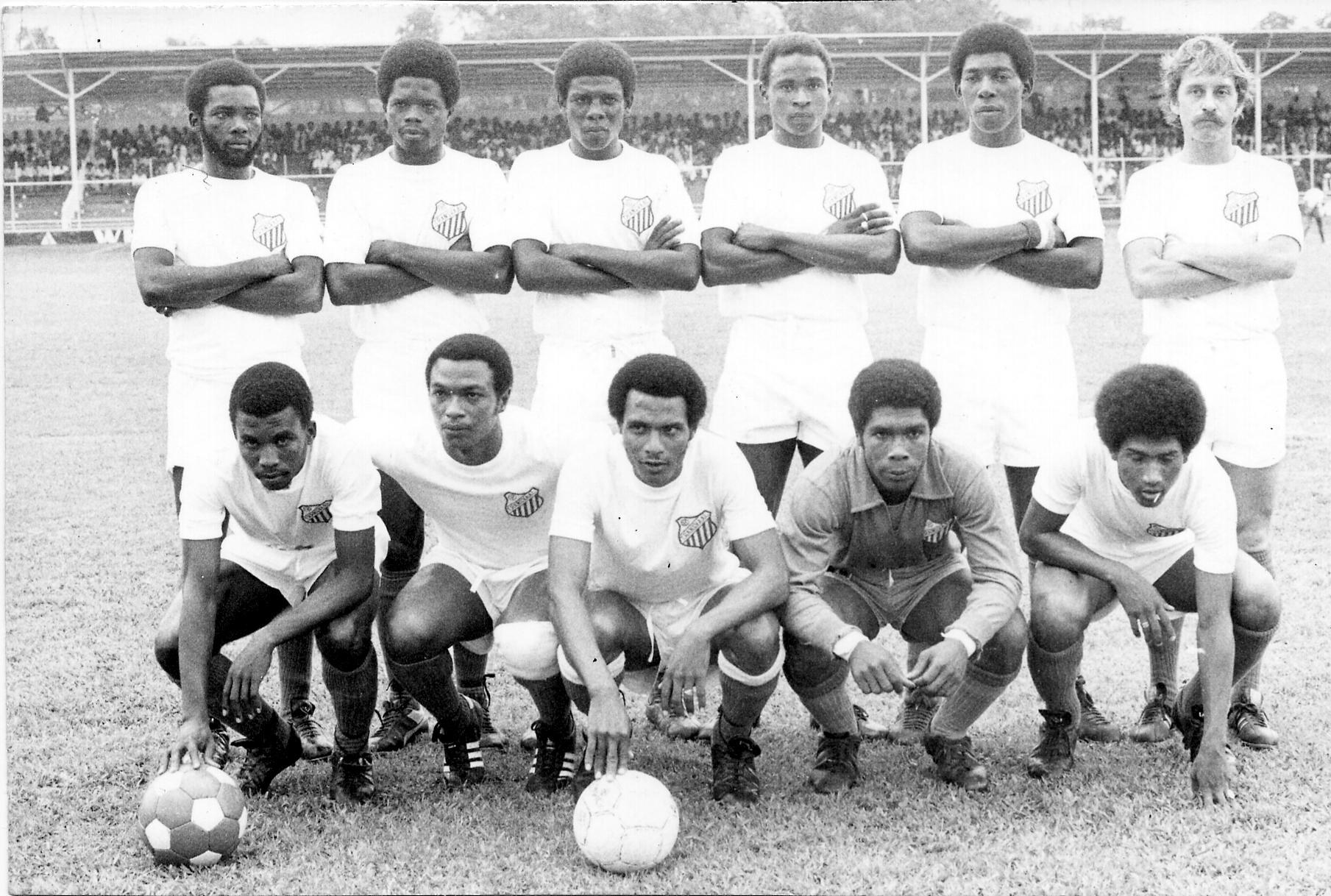
Das Team des Vize-CONCACAF-Champions SV Transvaal in der Saison 1975/76 im Suriname-Stadion, dem heutigen André-Kamperveen-Stadion. Foto vom 7. März 1976 vor dem ersten Spiel im CONCACAF-Finale gegen den späteren CONCACAF-Sieger Atlético Español, dem mexikanischen Meister aus Mexiko-Stadt.

Der Fußballverein wurde 1921 durch Schüler der Hendrikschool, einer Mittelschule in Paramaribo gegründet. Zu den Gründern gehörten die Gebrüder Leckie und Elliot. Der für einen südamerikanischen Verein ungewöhnliche Name Transvaal wurde gewählt, da die ehemalige Provinz der südafrikanischen Union damals in Paramaribo für Schlagzeilen sorgte.
Bereits die erste Spielsaison in der zweiten Liga endete mit dem direkten Aufstieg in die höchste Klasse- und 1925 gewann der SV Transvaal den ersten Landestitel.
Er gehört mit 19 gewonnenen Meistertiteln zu den erfolgreichsten Mannschaften des Landes. Die größten internationalen Erfolge waren 1973 und 1981 mit den Siegen des CONCACAF Champions Cup.
Die Vereinsfarben des Klubs sind grün und weiß.

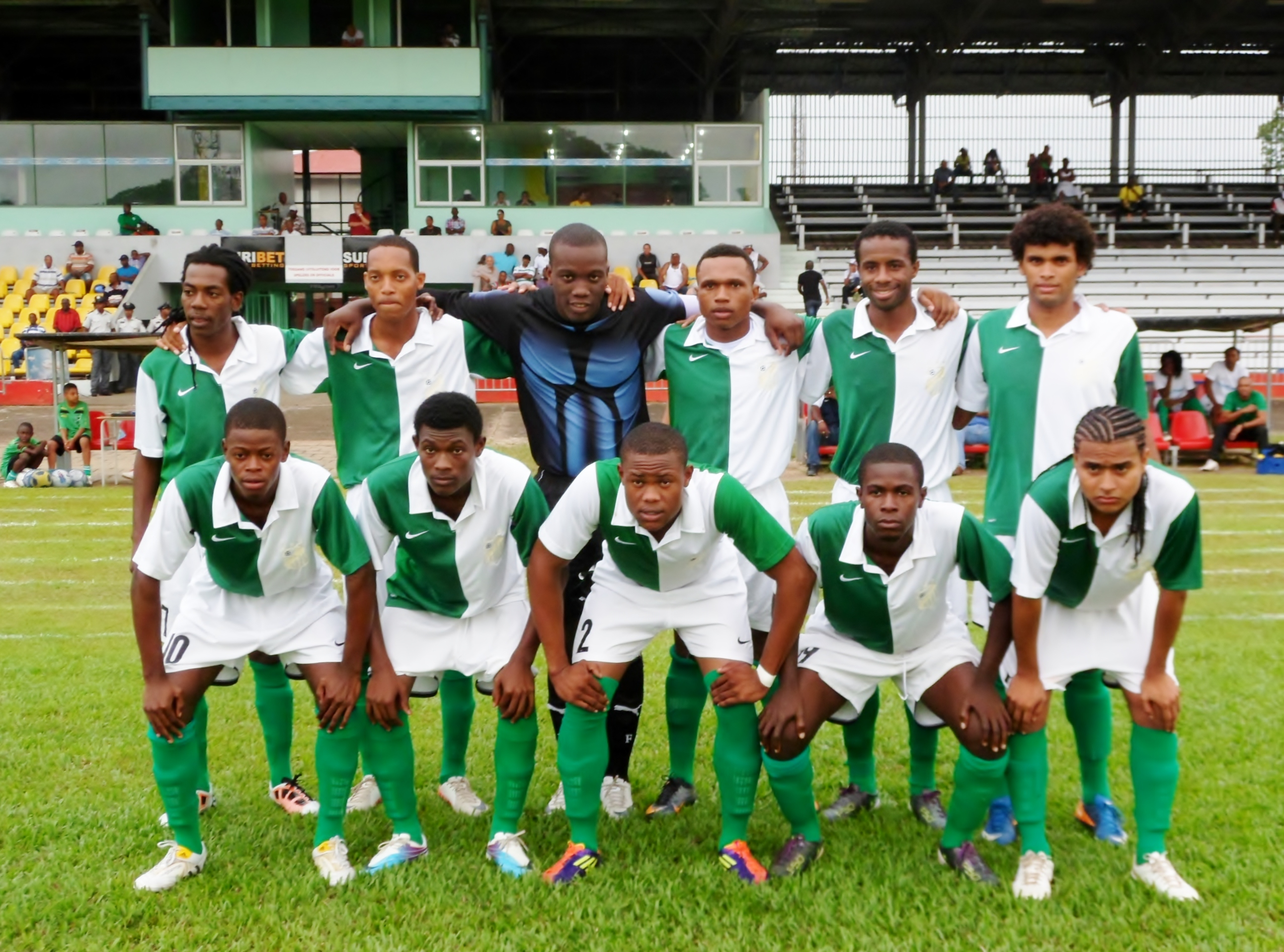
Der SV Transvaal am 25. März 2012 vor dem Meisterschaftsspiel gegen den SV Robinhood im André-Kamperveen-Stadion.
Stehend v.l.n.r: Jurmy Blokland, Lorenzo Zoutkamp, Firgilio Lamsberg, Michael Crandon, Sean Cooper, Mauricio da Silva Santos; hockend v.l.n.r: Serginio Eduard, Miguel Darson, Guillermo Faerber, Cleandro File, Kevin Martin.

### 100-jähriges Jubiläum
Anlässlich des 100-jährigen Bestehens von SV Transvaal am 15. Januar 2021 überreichte der Klubvorsitzende Anand Pherai an den Präsidenten von Suriname Chan Santokhi das erste Exemplar des speziell für diesen Anlass herausgegebenen Jubiläumsbuches.

## Erfolge
- Surinamische Meisterschaft:
  - Meister: 1925, 1937, 1938, 1950, 1951, 1962, 1965, 1966, 1967, 1968, 1969, 1970, 1973, 1974, 1990, 1991, 1996, 1997, 2000
- Surinamischer Pokal (SVB-beker):
  - Pokalsieger: 1996?, 2002, 2008
- Suriname President’s Cup (Surinamischer Supercup):
  - Supercupsieger: 1997, 2008
  - Finalist: 1993, 1996, 1999, 2001 und 2002
- CONCACAF Champions Cup
  - Sieger: 1973, 1981
  - Finalist: 1974, 1975, 1986

### Stadion
Seine Heimspiele trägt der SV Transvaal im André-Kamperveen-Stadion an der früheren Cultuurtuinlaan, der  heutigen Letitia Vriesdelaan in Paramaribo aus.